# Santos Iriarte
Victoriano Santos Iriarte (Canelones, 2 november 1902 – *, 11 november 1968) was een Uruguayaans voetballer. Hij was onderdeel van de selectie van Uruguay dat in 1930 het eerste WK won.
Iriarte werd geboren in het departement Canelones. Het leverde hem de bijnaam Canario (kanarie) op, wat
verwijst naar de inwonersnaam van mensen uit dit departement.

## Clubvoetbal
Iriarte voetbalde bij de Uruguayaanse clubs Racing Club de Montevideo en CA Peñarol. Hij speelde eerst bij Racing Club en maakte in 1932 de overstap naar CA Peñarol, waar hij samen kwam te spelen met Ernesto Mascheroni en José Andrade. In dat jaar werd voor het eerst een profkampioenschap gespeeld in Uruguay, daarvoor speelden enkel amateurclubs in de competitie. Iriarte werd met zijn nieuwe club gelijk landskampioen. Als gevolg van tuberculose moest de vleugelspeler in 1934 noodgedwongen stoppen met voetballen. Jaren later overleed Iriarte op 11 november 1968.

## Nationale team

### WK 1930
Iriarte werd door bondscoach Alberto Suppici opgenomen in de selectie van het Uruguayaanse elftal voor het WK 1930, dat plaatsvond in eigen land. Na de groepsfase ongeslagen door te zijn gekomen, was Iriarte in de halve finale tegen Joegoslavië voor het eerst trefzeker. Na een doelpunt van Pedro Cea en twee van Peregrino Anselmo zette Iriarte na 61 minuten spelen de 4-0 op het scorebord. Uruguay won de wedstrijd uiteindelijk met 6-1 en trof Argentinië in de finale.
In de finale wist Uruguay een 1-2 achterstand om te buigen naar een 4-2 overwinning. Iriarte schoot in de 68e minuut zijn land op voorsprong (3-2), waarna Héctor Castro vlak voor tijd de wedstrijd definitief op slot gooide. Iriarte speelde alle wedstrijden op het WK mee.

### Gespeelde interlands
| Interlands van Santos Iriarte voor Uruguay | Interlands van Santos Iriarte voor Uruguay | Interlands van Santos Iriarte voor Uruguay | Interlands van Santos Iriarte voor Uruguay | Interlands van Santos Iriarte voor Uruguay | Interlands van Santos Iriarte voor Uruguay |
| No.                                        | Datum                                      | Wedstrijd                                  | Uitslag                                    | Competitie                                 | Goals                                      |
| Als speler bij Racing Club de Montevideo   | Als speler bij Racing Club de Montevideo   | Als speler bij Racing Club de Montevideo   | Als speler bij Racing Club de Montevideo   | Als speler bij Racing Club de Montevideo   | Als speler bij Racing Club de Montevideo   |
| ------------------------------------------ | ------------------------------------------ | ------------------------------------------ | ------------------------------------------ | ------------------------------------------ | ------------------------------------------ |
| 1                                          | 18 juli 1930                               | Uruguay – Peru                             | 1 – 0                                      | WK 1930                                    |                                            |
| 2                                          | 21 juli 1930                               | Uruguay – Roemenië                         | 4 – 0                                      | WK 1930                                    |                                            |
| 3                                          | 27 juli 1930                               | Uruguay – Joegoslavië                      | 6 – 1                                      | WK 1930                                    | 61'                                        |
| 4                                          | 30 juli 1930                               | Uruguay – Argentinië                       | 4 – 2                                      | WK 1930                                    | 68'                                        |
| 5                                          | 6 september 1931                           | Brazilië – Uruguay                         | 2 – 0                                      | Copa Río Branco                            |                                            |

Andrade ·
Anselmo ·
Ballestrero ·
Calvo ·
Capuccini ·
Castro ·
Cea ·
Dorado ·
Fernández ·
Gestido ·
Iriarte ·
Mascheroni ·
Melogno ·
Nasazzi  ·
Petrone ·
Píriz ·
Recoba ·
Riolfo ·
Saldombide ·
Scarone ·
Tejera ·
Urdinarán ·
Coach: Suppici